# Kangilinnguit
Kangilinnguit [kaŋiˈliŋːuit] (nach alter Rechtschreibung Kangilínguit; dänisch Grønnedal) ist eine grönländische Station im Distrikt Ivittuut in der Kommuneqarfik Sermersooq.

## Lage
Kangilinnguit liegt am Ilorput (Arsukfjord), nur 4,5 km nordöstlich des mittlerweile verlassenen Ivittuut. 20 km westsüdwestlich liegt der nächste bewohnte Ort Arsuk.

## Geschichte

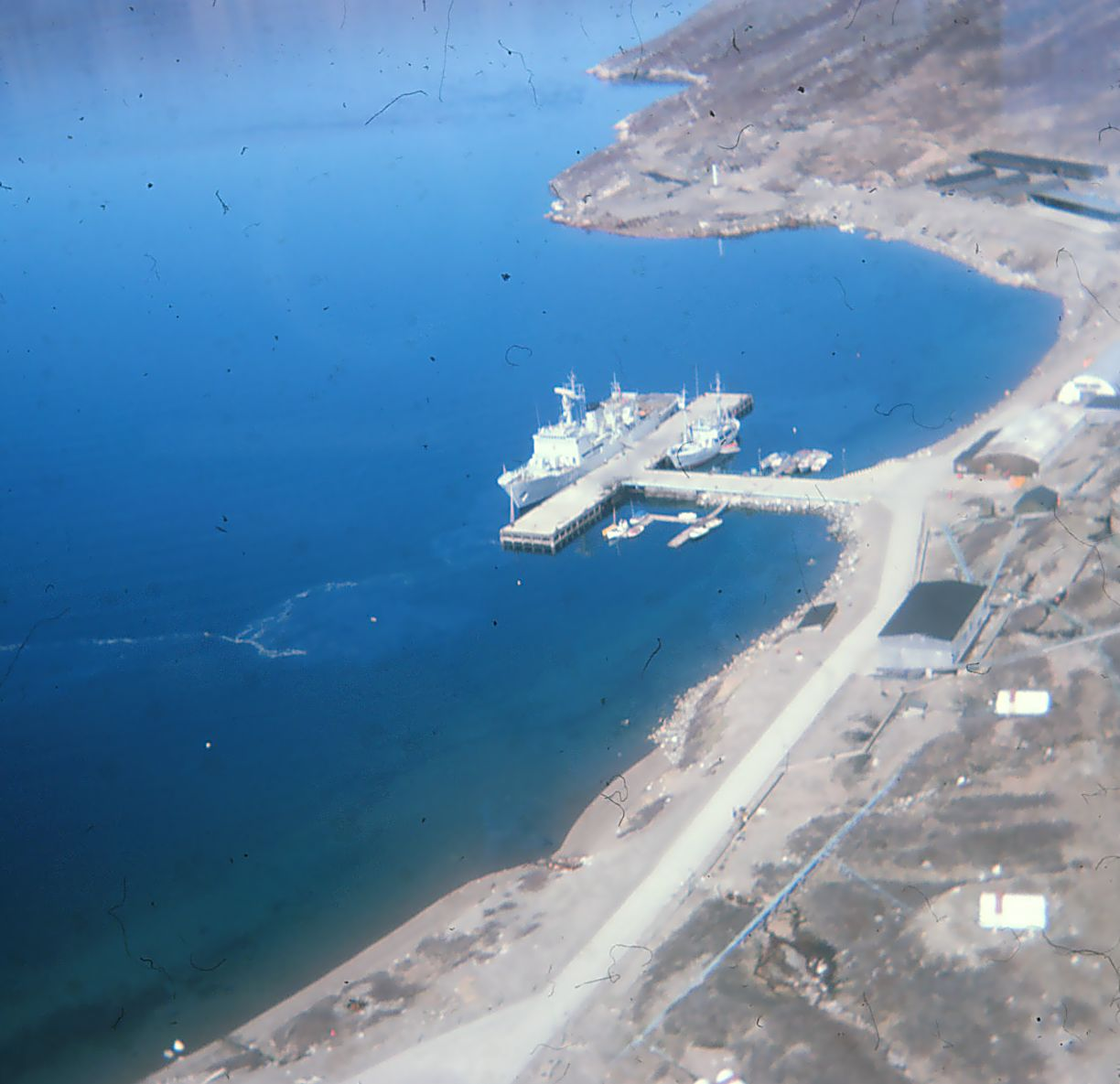
Kangilinnguit (1977)

Kangilinnguit wurde im Zweiten Weltkrieg errichtet. Grönland war im Zweiten Weltkrieg ein wichtiger militärischer Standort für die Vereinigten Staaten, die zahlreiche Verteidigungsanlagen im Land errichteten. Die Station wurde am 1. April 1943  als Bluie West Seven fertiggestellt. 1947 wurde sie das Hauptquartier der US-Amerikaner in Grönland. Am 27. April 1951 übernahm Dänemark Kangilinnguit von den USA und verlegte am 5. September Grønlands Kommando, das am 1. August desselben Jahres gegründet worden war, hierher. Zeitgleich wurde Kangilinnguit Hauptort der Gemeinde Ivittuut, der mit Abstand kleinsten Gemeinde Grönlands. In den folgenden Jahren wurde der Ort zunehmend ziviler und es wurden dörfliche Strukturen mit Wohnhäusern und beispielsweise einer Schule errichtet. Am 1. August 1978 wurde schließlich die Marinestation geschlossen und ihre Aufgaben an Grønlands Kommando übergeben. Als Grønlands Kommando 2012 mit Færøernes Kommando zum in Nuuk ansässigen Arktisk Kommando zusammengelegt wurde, schloss man Kangilinnguit, womit die ehemalige Gemeinde heute keinen aktiven Ort mehr aufweist.

## Verkehr
Neben dem Hafen der Marinestation existiert ein 1971 errichteter Heliport. Die Straße, die seit 1956 Kangilinnguit und Ivittuut verbindet, war die einzige, die zwischen zwei grönländischen bewohnten Orten lag.

## Bevölkerungsentwicklung
Die Einwohnerzahl von Kangilinnguit schwankte sehr stark. Mit der Auflösung von Grønlands Kommando 2012 wurde der Ort geschlossen und hat heute keine Bevölkerung mehr.